# 禱告巾
禱告巾（תַּלִּית，tallīth）是男性猶太教徒在禮拜時穿著的一種披肩。除了在禮拜時外，一些猶太人男性也會在贖罪日和猶太教成人禮時穿著禱告巾。禱告巾通常由羊毛或棉花製作。不同的猶太社區對穿著禱告巾的年齡有不同規定。在很多阿什肯納茲猶太人社區，只有結婚後的人才可以穿著禱告巾。而在一些猶太社區，父親會將禱告巾作為禮物送給自己的兒子。

## 外部連結
维基共享资源上的相關多媒體資源：禱告巾
- Tallit Blessing, tying, and customs （页面存档备份，存于）